# Curt Gowdy Media Award
Le Curt Gowdy Media Award est un prix annuel américain créé en 1990 et décerné par le Basketball Hall of Fame aux journalistes et commentateurs sportifs de basket-ball. Il tire son nom de Curt Gowdy, président du Temple de la renommée pendant sept ans.

## Principe
Cette distinction décore chaque année deux personnes liées au domaine du basket-ball : l'une étant journaliste sportif, et l'autre commentateur. Cependant, en 1998, le prix a été remis à deux journalistes, en plus d'un commentateur.

## Récipiendaires
Les listes de lauréats proposées ci-dessous proviennent du site du Naismith Memorial Basketball Hall of Fame.

### Radio
- 1990 : Curt Gowdy
- 1991 : Marty Glickman
- 1992 : Chick Hearn
- 1993 : Johnny Most
- 1994 : Cawood Ledford
- 1995 : Dick Enberg
- 1996 : Billy Packer
- 1997 : Marv Albert
- 1998 : Dick Vitale
- 1999 : Bob Costas
- 2000 : Hubie Brown
- 2001 : Dick Stockton
- 2002 : Jim Nantz
- 2003 : Rod Hundley
- 2004 : Max Falkenstien
- 2005 : Bill Campbell
- 2006 : Bill Raftery
- 2007 : Al McCoy
- 2008 : Bob Wolff[2]
- 2009 : Doug Collins
- 2010 : Joe Tait[3]
- 2011 : Jim Durham
- 2012 : Bill Schonely
- 2013 : Eddie Doucette
- 2014 : John Andariese
- 2015 : Woody Durham
- 2016 : Jay Bilas[4]

### Presse
- 1990 : Dick Herbert (The News & Observer)
- 1991 : Dave Dorr (St. Louis Post-Dispatch)
- 1992 : Sam Goldaper (The New York Times)
- 1993 : Leonard Lewin (New York Post)
- 1994 : Leonard Koppett (The New York Times et New York Post)
- 1995 : Bob Hammel (The Herald-Times)
- 1996 : Bob Hentzen (The Topeka Capital-Journal)
- 1997 : Bob Ryan (The Boston Globe)
- 1998 : Larry Donald (Basketball Times) et Dick Weiss (Daily News)
- 1999 : Smith Barrier (News & Record)
- 2000 : Dave Kindred (The Sporting News)
- 2001 : Curry Kirkpatrick (ESPN The Magazine et Sports Illustrated)
- 2002 : Jim O'Connell (Associated Press)
- 2003 : Sid Hartman (Star Tribune)
- 2004 : Phil Jasner (Philadelphia Daily News)
- 2005 : Jack McCallum (Sports Illustrated)
- 2006 : Mark Heisler (Los Angeles Times)
- 2007 : Malcolm Moran (USA Today and The New York Times)
- 2008 : David DuPree (USA Today)[2]
- 2009 : Peter Vecsey (New York Post)
- 2010 : Jackie MacMullan (The Boston Globe)[3]
- 2011 : Alexander Wolff (Sports Illustrated)
- 2012 : Sam Smith (Chicago Tribune)
- 2013 : John Feinstein
- 2014 : Joe Gilmartin (Phoenix Gazette et Sporting News)
- 2015 : Rich Clarkson (The Topeka Capital-Journal et National Geographic)
- 2016 : David Aldridge (The Philadelphia Inquirer et NBA.com)[4]